# Янтарка обыкновенная
Янтарка обыкновенная, или янтарка тусклая (лат. Succinea putris) — вид наземных стебельчатоглазых брюхоногих моллюсков рода Succinea из семейства янтарок (Succineidae).

## Описание
Раковина тонкостенная, остроовальная, полупрозрачная или почти прозрачная. Окраска «янтарная» (от желтоватой и светло-коричневой до серой и зеленовато-белой). Оборотов 3-3,5, реже 4; предпоследний слабовыпуклый, последний сильно вздут; устье овальное, заострённое сверху.. Колумеллярной пластинки нет. Пупка нет. Высота раковины 1,6—2,2 см, ширина 0,8—1,1 см.
Челюсть с тремя поперечными рёбрышками на основной пластинке, которые в виде зубцов выступают над её передним краем. Срединный зубец крупнее боковых.
Пенис состоит из трёх отделов: цилиндрического дистального, шаровидного среднего (хорошо виден только если пенис сокращен) и более короткого, чем дистальный, цилиндрического или почти конического проксимального. Пениальный чехол окутывает почти весь пенис, если пенис расслаблен, около его 2/3, соединен с пениальным ретрактором тонкой мышечной лентой (может легко оторваться при вскрытии). Пениальный ретрактор крепится к проксимальному концу пениса. Внутри пениса — продольные складки, которые могут быть разбитыми на серии бугорков или переходить в неправильный узор из бугорков и коротких складок. Вагина широкая, цилиндрическая, умеренно короткая. Яйцевод цилиндрический, несколько извитой, значительно длиннее вагины. Проток семяприемника тонкий и длинный, резервуар умеренно большой.
Размеры, форма и окраска раковины у разных популяций очень изменчивы, при сходной общей анатомии. По этой причине в конце XIX — начале XX веков было описано большое количество видов и вариететов группы Succinea putris, статус которых нуждается в уточнении.

## Распространение
Палеарктический евросибирский вид (почти транспалеарктическое распространение). Встречается в Европе, кроме наиболее северных регионов и Средиземноморья, а также на Кавказе, в Афганистане, Казахстане, Кыргызстане, Узбекистане и в Сибири. В Европе в ареал входят Австрия, Беларусь, Бельгия, Болгария (редок), Великобритания, Венгрия, Германия, Греция, Дания, Ирландия, Испания, Италия, Крым, Латвия, Литва, Лихтенштейн, Люксембург, Молдова, Нидерланды, Норвегия, Нормандские острова, Польша, Россия, Румыния, Словакия, Словения, Украина (в степной зоне реже), Финляндия, Франция, Хорватия, Чехия, Швейцария, Швеция, Эстония.
Замещается близким восточным видом Succinea lauta в Амурской области, южной части Хабаровского края, в Приморье, на южном Сахалине и южных Курильских островах.

## Биология

### Места обитания
Околоводный вид, обитающий в долинах рек, на пойменных и низинных лугах, болотах, ивняках, ольшаниках, где по своей численности часто является доминирующим видом наземных моллюсков. При этом вид избегает избыточной влажности, не встречаясь на мокрой земле у уреза воды и подобных местах и держится на надводных частях травянистой растительности на временно заболоченных участках. Наиболее часто заселяет подстилку и поверхность листьев, однако может также встречаться под стволами и ветвями отмерших деревьев и на их поверхности. Часто ползает по плавающим листьям водных растений, а изредка даже погружается в воду. Нередко встречается в зарослях крапивы; в числе прочих предпочтений — сныть и бодяк полевой.

### Жизненный цикл
Продолжительность жизни янтарки обыкновенной в лабораторных условиях составляет от 13 до 17 месяцев.

### Паразиты
Янтарка обыкновенная является промежуточным хозяином паразитических трематод Leucochloridium paradoxum. Заражённых улиток легко опознать по раздувшимся и напоминающим гусениц стебелькам, окрашенным в яркий (обычно зелёный) цвет, внутри которых находятся спороцисты паразита с пульсирующими отростками. Это позволяет привлечь внимание птиц, в чьих организмах Leucochloridium paradoxum впоследствии размножается. Заражение птицы происходит после того, как она съедает улитку или пораженный стебелёк. Сами улитки заражаются при контакте с помётом заражённых птиц, попадающим на поверхность листьев.
Янтарки также могут быть промежуточными хозяевами личинок мухи Pherbellia punctata и круглого червя Aelurostrongylus falciformis.